# Wrocław Strachocin
Wrocław Strachocin – przystanek osobowy na wrocławskim Strachocinie na linii kolejowej nr 292 Jelcz Miłoszyce – Wrocław Osobowice. Aktualnie zatrzymują się na nim pociągi Kolei Dolnośląskich relacji Jelcz-Laskowice – Wrocław Główny. 

## Ruch pasażerski
| Rok  | Wymiana pasażerska na dobę |
| ---- | -------------------------- |
| 2017 | –                          |
| 2022 | 20-49                      |
| 2023 | 50-99                      |